# Titanopsis
Genre
Classification APG II (2003)
Les plantes du genre Titanopsis appartiennent à la famille des Aizoaceae.
Le nom « Titanopsis » vient du grec ancien « titanos » (=chaux) et « opsis » (=semblable). Le nom de l'espèce Titanopsis calcarea est donc un pléonasme.
Elles sont originaires d'Afrique du Sud (Namaqualand, désert du Karoo)

## Description
Ce sont des petites plantes succulentes en rosette pouvant atteindre 10 cm de haut. Elles ressemblent à une roche pour se protéger des herbivores, d'où leur nom. Les feuilles sans épines mesurent 3 cm au maximum. Leur extrémité s'élargit en forme de spatule. L'extrémité avec des bosselures plus ou moins grandes suivant les espèces accentue la ressemblance avec des roches et permet à la plante de se dissimuler dans l'environnement.
Les fleurs de 2 cm de diamètre sont de couleur jaune ou orange et apparaissent à l'automne seulement lorsque l'ensoleillement a été suffisant.

## Mode de culture
Fait rare, la plante est calcicole (=elle apprécie les terrains calcaires)
Les plantes demandent un sol bien drainé, une exposition bien ensoleillée. Des arrosages modérés en été et nuls en hiver.
La division de touffes des grands sujets est le mode de reproduction le plus facile, mais la reproduction par semis est aussi possible.
Elles sont difficiles à cultiver car elles craignent l'excès d'humidité. Cependant, certaines espèces comme Titanopsis calcarea peuvent être cultivées en extérieur sous les climats tempérés froids à condition qu'elles restent au sec total.

## Liste d'espèces
- Titanopsis calcarea, l'espèce la plus connue
- Titanopsis crassipes
- Titanopsis fulleri
- Titanopsis hugo-schlechteri
- Titanopsis luckhoffi
- Titanopsis luderitzii
- Titanopsis primosii
- Titanopsis schwantesii
- Titanopsis setifera
- Titanopsis spathulata